# 팀17
팀17(영어: Team17)은 잉글랜드의 비디오 게임 개발사이자 배급사이다. 1990년 12월 영국의 출판사 17비트 소프트웨어와 스웨덴의 개발사 팀7의 합병을 통해 설립되었다. 《웜즈 시리즈》로 잘 알려져 있다.

## 개발한 게임
- 웜즈 (1995년 비디오 게임)
- Overcooked 2

## 배급한 게임
- Overcooked
- 유카 레일리
- 블래스퍼머스